# Čurčhela
Čurčhela (gruzijski ჩურჩხელა, armenski քաղցր սուջուխ, turski köme, orcik, pestil, cevizli sucuk, grčki σουτζούκος) je tradicionalna slastica u obliku kobasice podrijetlom iz Gruzije.
Glavni sastojci su: vinski mošt, orasi i brašno. Čurčhele se rade nizanjem badema, oraha, lješnjaka ili ponekad grožđica na konac, te se potom takve niske potapaju u zgusnuti vinski sok i potom se dobiva osušeni proizvod u obliku kobasice.

## Vanjske poveznice
- http://www.kulina.ru/articles/rec/deserti/frukt/doc_83/  Arhivirana inačica izvorne stranice od 24. prosinca 2014. (Wayback Machine) recept za izradu čurčhela (rus.)